# Долорес Австрійська
Долорес Австрійська (нім. Dolores von Österreich, також Долорес Габсбург-Лотаринзька, нім. Dolores von Habsburg-Lothringen та Долорес Австро-Тосканська, нім. Dolores von Österreich-Toskana; 5 травня 1891 — 10 жовтня 1974) — ерцгерцогиня Австрійська з династії Габсбургів, принцеса Богемії, Угорщини та Тоскани, донька ерцгерцога Австрійського Леопольда Сальватора та іспанської інфанти Бланки де Бурбон.

## Біографія
Долорес народилась 5 травня 1891 року у Лемберзі, первістком у родині ерцгерцога Австрійського Леопольда Сальватора та його дружини Бланки Іспанської, з'явившись на світ за півтора року після їхнього весілля. Батько, вояк австрійської армії, в той час командував полком піхоти у східній частині імперії.
У вересні 1894 сім'я перебралася до Загребу, де батько отримав під своє командування нову військову частину. На початку XX століття сімейство оселилося у Відні, де вело розкішне життя, оскільки мало значні статки. Резиденцією сімейства став палац Тоскана у Відні. Літню пору року зазвичай проводили на віллі, яка належала матері, у В'яреджо в італійській Тоскані.

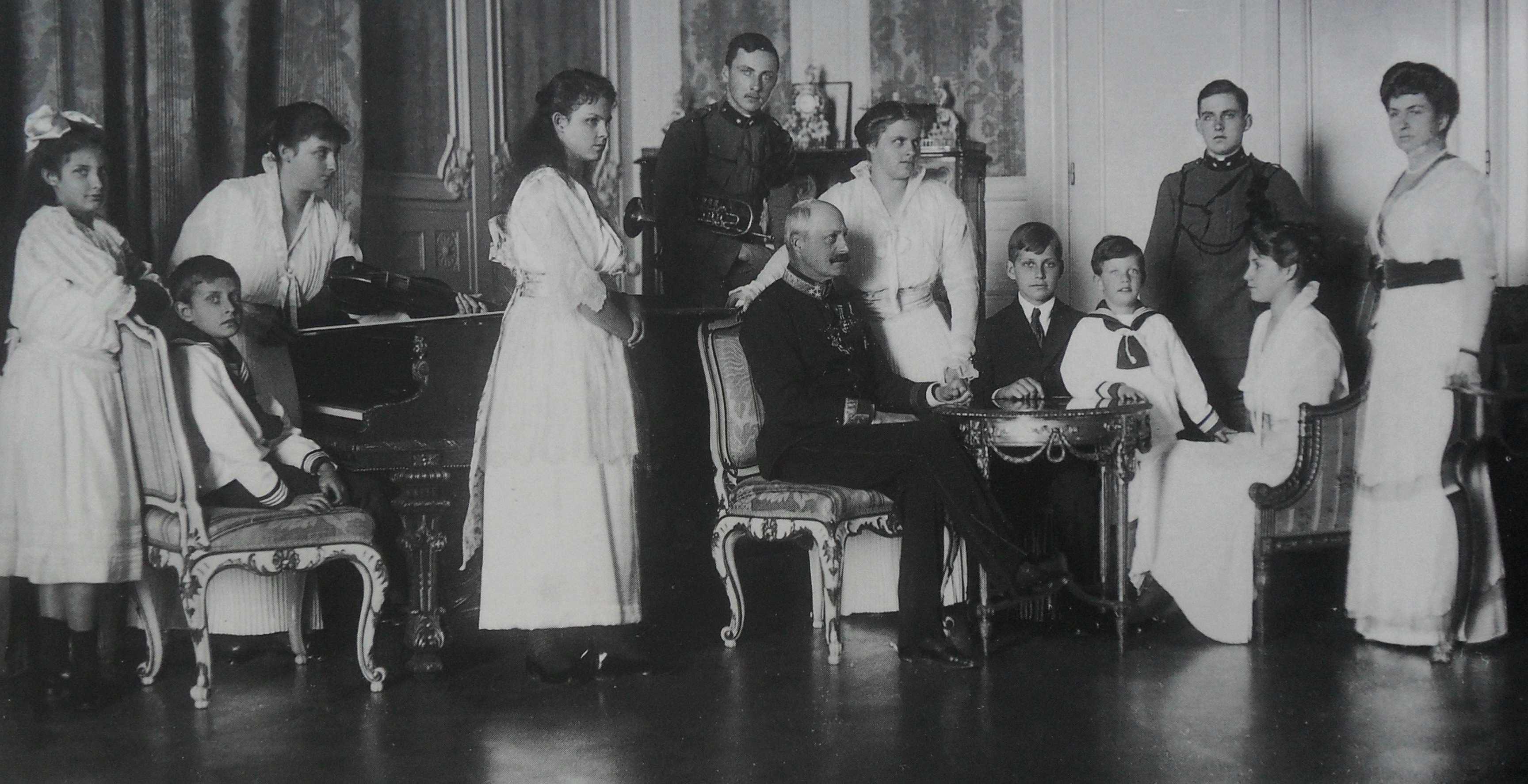
Долорес у колі родини, 1915

Протягом наступних 18 років у родині народилося ще дев'ятеро дітей: сестри Іммакулата, Маргарита, Марія Антонія та Ассунта й брати Райнер, Леопольд, Антон, Франц Йозеф та Карл Пій.
Долорес до того часу вже досягла шлюбного віку, але в шлюб так і не вступила, оскільки з дитинства була кульгавою. Натомість отримала прекрасну освіту разом із двома меншими сестрами. Вона володіла німецькою, французькою, італійською, угорською та іспанською мовами. Гарно малювала.
Під час Першої світової війни їхній батько заробив чимало грошей, будучи поставником на фронт сушених овочів. Однак, із розвалом імперії у 1918 та встановленням республіки, всі Габсбурги попали під конфіскацію майна.
Після цього із батьками та сестрами Долорес переїхала до Іспанії. З продажу коштовностей матері їм вдалося купити невеликий будиночок у Барселоні. Жили там небагато. Доньки проживали в одній кімнаті з матір'ю. Після десяти років, із погіршенням політичної ситуації, вони були змушені повернутися до Австрії, батько до цього часу вже пішов з життя. У Відні жінки орендували три кімнати у своєму колишньому палаці Тоскана. Після аншлюсу — виїхали до Тоскани. Ассунта невдовзі одружилася. Інші сестри також вже були пошлюблені.
Під час Другої світової Долорес із матір'ю знову жили в Барселоні. Після завершення військових дій повернулися до В'яреджо. У жовтні 1949 року матері не стало.
Наступного року до Долорес Австрійської в Італії приєдналася сестра Іммакулата, чоловік якої помер навесні 1950-го. Наприкінці 1960-х до них долучилася і Маргарита. Сестри продовжували жити на віллі як приватні особи.
Долорес Австрійська пішла з життя 10 жовтня 1974 року. Похована у каплиці Сан-Карло у В'яреджо.